# Charles Rodwell
Pour les articles homonymes, voir Rodwell.
 (juin 2024).
Charles Rodwell ([ʃaʁlə ʁɔdwɛl], né le 26 juillet 1996 à Londres (Royaume-Uni), est un homme politique français. 
En 2022, il est élu député de la première circonscription des Yvelines et est réélu à la suite de la dissolution de l'Assemblée nationale par Emmanuel Macron en 2024.

## Situation personnelle

### Origines
Charles Rodwell naît le 26 juillet 1996 à Londres au Royaume-Uni.
Fils d'un Britannique et d'une Française, il arrive à Versailles à l'âge de sept ans.

### Formation
De la sixième à la terminale, Charles Rodwell est scolarisé au lycée Hoche, un établissement public de Versailles.
Il poursuit des études à l'Institut d'études politiques de Paris, et suit un double master entre l'IEP de Paris et à la London School of Economics.

## Carrière professionnelle
Dès 2014, il se rapproche de François de Mazières et de Bruno Le Maire. Il devient stagiaire puis collaborateur parlementaire auprès de Franck Riester[réf. nécessaire]. Il rejoint son parti Agir à sa fondation en 2017.  
En 2019, il devient adjoint au maire pour la jeunesse en mai 2020 auprès du maire de Versailles, où il remplace François-Xavier Bellamy élu député européen. 
Il entre à la direction de la stratégie d'Enedis en février 2021 pour y effectuer une mission de cinq mois[réf. souhaitée].
Il travaille ensuite au cabinet de Bruno Le Maire, ministre de l'Économie et des Finances, dont il est conseiller discours et Prospective, de septembre 2021 à juin 2022.
Candidat aux élections législatives françaises de 2022 pour le compte de la majorité présidentielle, il est élu député dans la première circonscription des Yvelines le 19 juin 2022, avec 63,31 % des suffrages exprimés au deuxième tour.